# Lio Gangeri
Letterio Gangeri, detto Lio (Messina, 1º giugno 1845 – Salerno, 5 febbraio 1913), è stato uno scultore italiano.
Figlio dell'ebanista Giovanni e di Anna Bonsignore, nacque e visse sulla Via Ferdinandea, l'attuale Via Garibaldi.
Allievo dapprima del pittore Michele Panebianco, dal 1867 si trasferì a Roma dove fu allievo di Giulio Monteverde. In seguito lavorò in tutta Italia ma soprattutto tra Roma e la sua Messina.

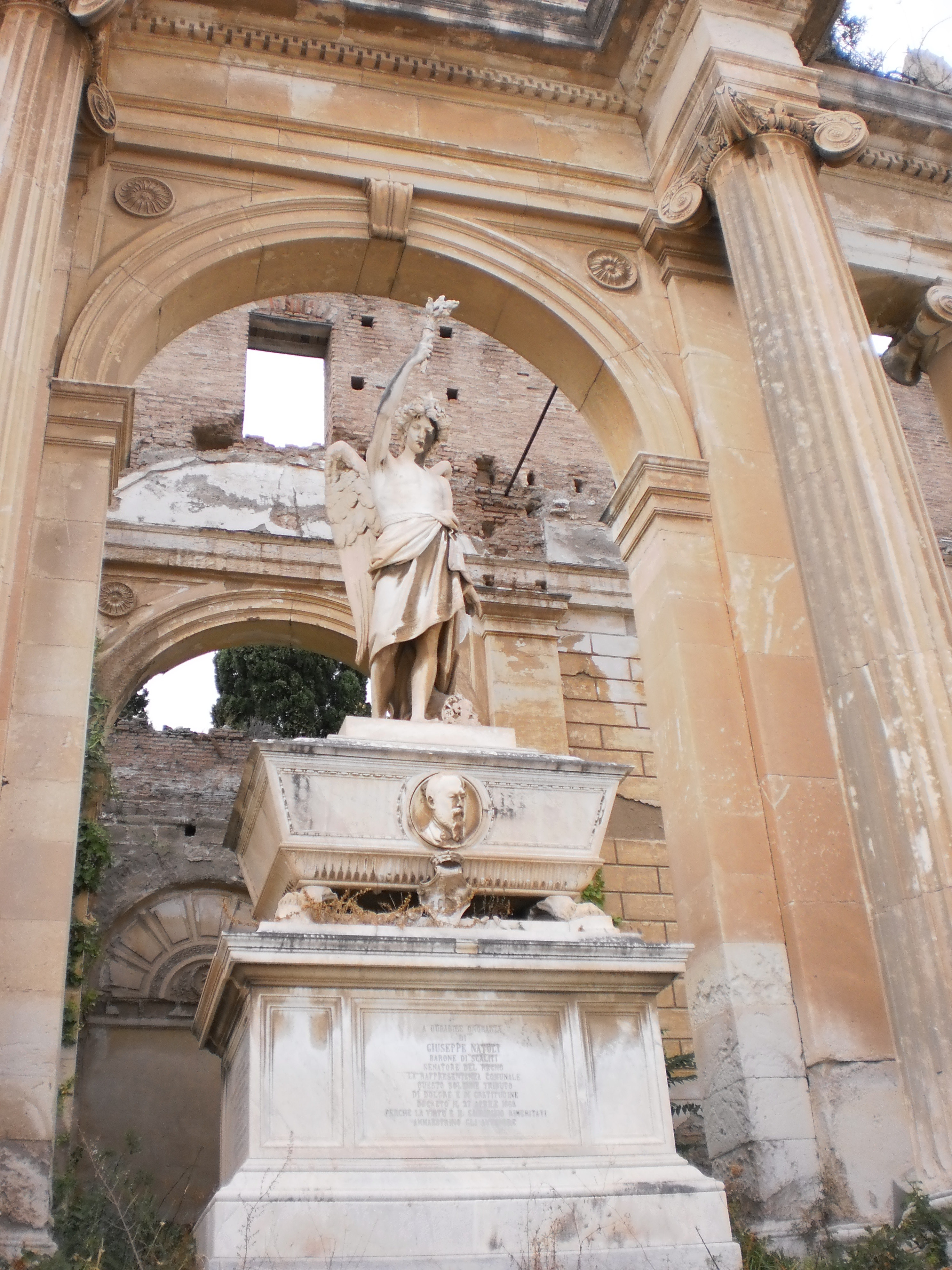
Monumento a Giuseppe Natoli, opera di Lio Gangeri.

Lio Gangeri è stato Presidente oltre che professore di primarie accademie d'arte tra cui l'Accademia di Belle Arti di Carrara e l'Accademia di Belle Arti di Roma. Tra i suoi allievi si ricorda Arturo Dazzi.
Morì a Salerno nel 1913.

## Principali opere
Ispirato dal fratello maggiore Antonio Gangeri, anch'egli scultore, molto giovane gli furono commissionati i monumenti funebri ai ricchi banchieri Federico e Paolo Grill per il cimitero degli inglesi di Messina, il monumento funebre al famedio del Cimitero Monumentale di Messina al patriota e banchiere Giuseppe Natoli, al principe Francesco Sturzo Brunaccini di San Teodoro.
Sue opere sono alcune statue del 1910 nel salone interno dell'Altare della Patria a Roma e il monumento (1898) a Luigi Orlando posto all'ingresso principale del Cantiere a Livorno. 
Un'altra sua opera di sicura attribuzione, perché firmata sul retro  Lio Gangeri scolpì a Palermo 1868, è un busto marmoreo sempre di Luigi Orlando che fu ritrovato casualmente nel 1996 nelle soffitte del cantiere livornese durante un intervento di manutenzione del tetto. Subito dopo un parziale ma preciso restauro fu collocato nella sala del consiglio di Direzione dove dovrebbe trovarsi tuttora sotto il vincolo della Soprintendenza alle Belle Arti.
Altre opere sono esposte tra la Sicilia, Milano e il Museo Regionale di Messina.